# 岩屋城の戦い
岩屋城の戦い（いわやじょうのたたかい）は、安土桃山時代に、九州制覇を目指す薩摩の島津氏が、大友氏の家臣・高橋紹運が籠る岩屋城を落とした戦い。
苛烈かつ激戦であった攻城戦と言われている。

## 背景
天正12年（1584年）、沖田畷の戦いで龍造寺隆信を敗死させた島津氏は、大黒柱を失った龍造寺氏を軍門に降らせたことで、その勢いを急速に伸長した。この年、龍造寺氏からの離反や大友氏への対立方針を採るなどの様々な思惑から肥後の隈部親永・親泰父子、筑前の秋月種実、東肥前の筑紫広門といった小勢力らが、服属や和睦といった形で島津氏との関係を強化していった。翌年には肥後の阿蘇惟光を降した島津氏にとって、九州全土掌握の大望を阻む勢力は大友氏のみになっていた。
島津氏の当主・島津義久は筑前への進撃を命じ、島津忠長・伊集院忠棟を大将とする総勢20000余人が出陣。まず出兵直前に大友側に寝返った筑紫広門を勝尾城で下した。筑前で島津氏に抗い続けるのは、岩屋城の高橋紹運と宝満山城主で紹運の次子・高橋統増（のちの立花直次）、立花山城主で紹運の長子・立花宗茂といった大友氏の配下だけであった。

## 合戦の経過
岩屋城には763名の城兵が籠る。1586年（天正14年）7月12日島津軍は降伏勧告を出すが紹運はこれに応じず、徹底抗戦を行った。7月14日、島津氏による岩屋城攻撃が開始された。しかし、島津軍の大半は他国衆であり戦意に欠けていた。紹運の采配により、島津軍は撃退され続け、おびただしい数の兵を消耗していた。城攻めで苦戦する島津方は紹運の実子を差し出せば講和する旨を伝えたが紹運はこれにも応じなかった。
籠城戦が始まって半月が経過した27日、島津軍は島津忠長が自ら指揮をし総攻撃を仕掛けた。多数の死者を出し城に攻め入り、ついに残るは紹運の籠る詰の丸だけになっていた。紹運は高櫓に登って壮絶な割腹をして、果てた。紹運以下763名全員が討死、自害して戦いの幕は降りた。
一方、島津氏は岩屋城を攻略したものの多数の将兵を失ったため、態勢の立て直しに時間を要し、九州制覇という島津氏の夢が叶わなかった遠因となった。

## 逸話
- 紹運は敢えて島津勢が最初に攻撃するであろう岩屋城に入城した。主将である紹運がこのような行動を取ったのは、島津勢に迂回されて立花城を衝かれるわけにはいかないからである。立花城には紹運の実子、立花宗茂がいた。また宝満城には、紹運の妻や次男の高橋統増、岩屋城から避難した非戦闘員(女・子供)もいた。豊臣軍が来援するまで紹運は自らを囮として徹底抗戦する。篭城軍は全員玉砕するが島津軍にも甚大な被害が出たため軍備を整えるため一時撤退する。結果、主家大友家・長男宗茂は豊臣軍来援まで持ちこたえる事に成功した（次男、統増は島津軍の策略により捕虜になるが後に釈放される）。
- 長男で立花氏の養子になった立花宗茂は、父高橋紹運が篭城する岩屋城に援軍を派遣したいと家臣に告げた。他家からの養子のため賛同者が出ないのではと考えたが、吉田右京（吉田連正）を始めとする多数が援軍に赴きたいと願い出た。吉田右京は「武士の道は義に順ずることだと思う」と率先して岩屋城に援軍に向かった。援軍に向かった吉田右京ら二十余人は、紹運と共に玉砕したと伝わっている。彼らの遺族は後に宗茂によって厚遇されている。
- 島津軍諸将は、紹運の武将としての器量を惜しみ降伏勧告を何度も送ったが、紹運は「主家が盛んなる時は忠誠を誓い、主家が衰えたときは裏切る。そのような輩が多いが、私は大恩を忘れ鞍替えすることは出来ぬ。恩を忘れることは鳥獣以下である」と敵味方が見守る中で言い切った。このとき、敵味方関係なく賞賛の声が上がったと言われている。ちなみに降伏勧告は計5回、島津方から3回、味方である立花宗茂と黒田孝高から、岩屋城が防衛に向かないために城を捨てて撤退せよという趣旨で1回ずつ受けているが、いずれも使者を丁重にもてなし勧告を断っている。
- 落城後、攻め手の総大将だった島津忠長と諸将は、般若台にて高橋紹運の首実検に及ぶとき、「我々は類まれなる名将を殺してしまったものだ。紹運と友であったならば最良の友となれたろうに」と床几を離れ、地に正座し涙を流したと伝わっている。

## 戦後
紹運以下の徹底抗戦は、最終的には玉砕で終結した。
ただし、島津軍への打撃も大きかったため、立花宗茂が籠もる立花山城への攻撃が鈍化した。立花山城攻略に時間を費やしている内に、豊臣軍20万が九州に上陸。島津軍は薩摩本国への撤退を余儀なくされた。
紹運の命を引き換えにした抵抗は、結果的に島津軍の九州制覇を阻止することにつながった。